# 克吕舍赖
克吕舍赖（法語：Crucheray）是法国卢瓦尔-谢尔省的一个市镇，属于旺多姆区（Vendôme）圣阿芒隆格普雷县（Saint-Amand-Longpré）。该市镇总面积25.43平方公里，2009年时的人口为403人。

## 人口
克吕舍赖人口变化图示